# (2948) Amosov
(2948) Amosov (1969 TD2; 1979 WJ3; 1979 YT6; 1981 EW4) ist ein ungefähr zehn Kilometer großer Asteroid des äußeren Hauptgürtels, der am 8. Oktober 1969 von der russischen (damals: Sowjetunion) Astronomin Ljudmila Iwanowna Tschernych am Krim-Observatorium (Zweigstelle Nautschnyj) auf der Halbinsel Krim (IAU-Code 095) entdeckt wurde.

## Benennung
(2948) Amosov wurde nach dem sowjetisch-ukrainischen Kardiologen, Herzchirurgen, Konstrukteur und Buchautor Nikolai Michailowitsch Amossow (1913–2002) benannt. Ab 1969 war er Mitglied der Akademie der Wissenschaften der Ukrainischen Sozialistischen Sowjetrepublik; in seiner Berufslaufbahn führte er über 4000 Herzoperationen durch.